# Gmina Shalës
Gmina Shalës (alb. Komuna Shalës) – gmina  położona w środkowej części Albanii. Administracyjnie należy do okręgu Elbasan w obwodzie Elbasan. W 2011 roku populacja gminy wynosiła 3842 w tym 1985 kobiet oraz 1857 mężczyzn, z czego Albańczycy stanowili 65,93% mieszkańców.
W skład gminy wchodzi sześć miejscowości: Shalës, Liçaj, Kurtali, Xibrakë, Xherije, Kodras.